# Гути
Хосе́ Мари́я Гутье́ррес Эрна́ндес (исп. José María Gutiérrez Hernández; род. 31 октября 1976, Мадрид), более известный как Гу́ти (исп. Guti) — испанский футболист, выступавший на позиции полузащитника. Наиболее известен как игрок испанского клуба «Реал Мадрид».
С 2019 по 2020 года работал главным тренером клуба «Альмерия». До этого на протяжении нескольких лет работал в системе «Реал Мадрид», тренировал одну из юношеских команд — «Хувениль А». Был ассистентом главного тренера «Бешикташа» Шенола Гюнеша.

## Клубная карьера

### «Реал Мадрид»
В восемь лет начал заниматься футболом в юношеской команде «Реала». Перед началом сезона 1995/96 был вызван во вторую команду мадридцев, в составе которой провёл 26 матчей и забил 11 голов. Едва начав карьеру, он сразу попал на карандаш к тренерам взрослых категорий мадридского «Реала». Все специалисты, которые видели молодого Гути в игре, единодушно склонялись к мнению, что он развит в футбольном плане не по годам. В сезоне 1995/96 Гути начинает свою карьеру в главной команде, которой руководил Хорхе Вальдано. С этого момента Гути закрепился в главной команде «Реала», где впоследствии стал одним из капитанов. Гути не блистал результативностью, исключением стал сезон 2000/01, когда Гути пришлось сыграть значительное количество матчей на позиции нападающего, и он забил 14 мячей в 32 матчах чемпионата Испании. Только Рауль забил в том сезоне больше (24). Кроме этого сезона Гути никогда не забивал более 6 мячей в чемпионате. За последующие после 2000/01 9 сезонов в «Реале» Гути суммарно забил всего 23 мяча в чемпионате.
Гути был известен очень тонким пониманием игры и мастерством неожиданных обостряющих передач.
Всю свою карьеру Хосе Мария был игроком замены — сначала играл «под» Зеедорфом, затем «под» Зиданом, Бекхэмом. В 2007 году из-за отсутствия внятного плеймейкера был вынужден взять эту роль на себя.
14 сентября 2008 года забил 5000-й гол мадридского «Реала» в Примере.

### «Бешикташ»
Контракт Гути с «Реалом» истекал летом 2010 года, но игрок уже в 2009 году заявлял о желании уйти из «Реала». Он получил 14 предложений из разных стран, в том числе из России, Турции, Англии и Италии. Интересным вариантом продолжения карьеры Хосе Мария считал турецкий «Бешикташ», руководимый бывшим наставником «сливочных» Берндом Шустером, и 26 июля 2010 года Гути подписал двухлетний контракт с «чёрно-белыми».
В матче 1/16 Лиги Европы (сезон 2010/11) с киевским «Динамо» Гути показал неприличный жест киевским болельщикам. «Бешикташ» проигрывал матч со счётом 0:4 (1:8 по сумме двух матчей).

### Завершение карьеры
35-летний игрок имел летом 2012 года ряд предложений, однако ни с одним из заинтересованных клубов договориться не сумел. Исходя из этого, футболист решил, что завершение карьеры будет для него оптимальным решением.

## Тренерская карьера
Гути начал тренерскую карьеру в юношеской команде «Реала», а после этого работал ассистентом главного тренера «Бешикташа». В начале ноября 2019 года Гути возглавил «Альмерию» из Сегунды.

## Карьера в сборной
За сборную Испании Гути дебютировал 5 мая 1999 года в матче против Хорватии, игра проходила в Севилье и закончилась со счётом 3:1 в пользу испанцев. Последний матч отыграл 9 февраля 2005 года против Сан-Марино 5:0. Сыграл за сборную 14 матчей и забил 3 мяча.

### Голы за сборную
| # | Дата            | Место                          | Соперник          | Счёт | Результат | Турнир                  |
| - | --------------- | ------------------------------ | ----------------- | ---- | --------- | ----------------------- |
| 1 | 12 октября 2002 | Карлос Бельмонте, Альбасете    | Северная Ирландия | 2-0  | 3-0       | Квалификация на ЧЕ 2004 |
| 2 | 12 февраля 2003 | Сон Мои, Пальма                | Германия          | 3-1  | 3-1       | Товарищеский матч       |
| 3 | 9 февраля 2005  | Хуэгос Медитерранеос, Альмерия | Сан-Марино        | 4-0  | 5-0       | Квалификация на ЧМ 2006 |

## Статистика
| Выступление      | Выступление      | Выступление      | Чемпионат | Чемпионат | Кубки | Кубки | Международные | Международные | Итого | Итого |
| Клуб             | Лига             | Сезон            | Игры      | Голы      | Игры  | Голы  | Игры          | Голы          | Игры  | Голы  |
| ---------------- | ---------------- | ---------------- | --------- | --------- | ----- | ----- | ------------- | ------------- | ----- | ----- |
| Реал Мадрид      | Примера          | 1995/96          | 9         | 1         | 0     | 0     | 0             | 0             | 9     | 1     |
| Реал Мадрид      | Примера          | 1996/97          | 14        | 0         | 3     | 0     | 0             | 0             | 17    | 0     |
| Реал Мадрид      | Примера          | 1997/98          | 17        | 1         | 3     | 0     | 2             | 0             | 22    | 1     |
| Реал Мадрид      | Примера          | 1998/99          | 28        | 1         | 4     | 2     | 4             | 0             | 36    | 3     |
| Реал Мадрид      | Примера          | 1999/00          | 28        | 6         | 4     | 1     | 13            | 1             | 45    | 8     |
| Реал Мадрид      | Примера          | 2000/01          | 32        | 14        | 1     | 0     | 13            | 4             | 46    | 18    |
| Реал Мадрид      | Примера          | 2001/02          | 29        | 4         | 8     | 6     | 9             | 3             | 46    | 13    |
| Реал Мадрид      | Примера          | 2002/03          | 34        | 4         | 3     | 2     | 17            | 7             | 54    | 13    |
| Реал Мадрид      | Примера          | 2003/04          | 26        | 2         | 10    | 1     | 9             | 0             | 45    | 3     |
| Реал Мадрид      | Примера          | 2004/05          | 31        | 0         | 0     | 0     | 8             | 0             | 39    | 0     |
| Реал Мадрид      | Примера          | 2005/06          | 33        | 4         | 4     | 0     | 7             | 2             | 44    | 6     |
| Реал Мадрид      | Примера          | 2006/07          | 30        | 1         | 0     | 0     | 7             | 0             | 37    | 1     |
| Реал Мадрид      | Примера          | 2007/08          | 32        | 3         | 6     | 1     | 7             | 0             | 45    | 4     |
| Реал Мадрид      | Примера          | 2008/09          | 18        | 3         | 3     | 0     | 6             | 0             | 27    | 3     |
| Реал Мадрид      | Примера          | 2009/10          | 26        | 2         | 1     | 0     | 3             | 1             | 30    | 3     |
| Реал Мадрид      | Итого            | Итого            | 387       | 46        | 50    | 13    | 105           | 18            | 542   | 77    |
| Бешикташ         | Суперлига        | 2010/11          | 22        | 7         | 6     | 3     | 9             | 1             | 37    | 11    |
| Бешикташ         | Суперлига        | 2011/12          | 1         | 0         | 0     | 0     | 2             | 1             | 3     | 1     |
| Бешикташ         | Итого            | Итого            | 23        | 7         | 6     | 3     | 11            | 2             | 40    | 12    |
| Всего за карьеру | Всего за карьеру | Всего за карьеру | 410       | 53        | 56    | 16    | 116           | 20            | 582   | 89    |

## Достижения
«Реал Мадрид»
- Чемпион Испании (5): 1996/97, 2000/01, 2002/03, 2006/07, 2007/08
- Суперкубок Испании (4): 1997, 2001, 2003, 2008
- Лига Чемпионов (3): 1997/98, 1999/00, 2001/02
- Суперкубок УЕФА: 2002
- Межконтинентальный кубок (2): 1998, 2002

«Бешикташ»
- Обладатель Кубка Турции: 2011

Сборная Испании
- Чемпионат Европы среди молодёжных команд (до 18): 1996
- Чемпионат Европы среди молодёжных команд (до 21): 1998

## Тренерская статистика
| Клуб     | Начало работы | Показатели | Показатели | Показатели | Показатели | Показатели | Показатели | Показатели | Показатели |
| Клуб     | Начало работы | И          | В          | Н          | П          | МЗ         | МП         | РМ         | % побед    |
| -------- | ------------- | ---------- | ---------- | ---------- | ---------- | ---------- | ---------- | ---------- | ---------- |
| Альмерия | 5 ноября 2019 | 15         | 6          | 4          | 5          | 27         | 20         | +7         | 040,00     |

## Личная жизнь
В 1999-м году Гути женился на звезде испанского телевидения Аранче де Бенито, а уже на следующий год у пары родился первый ребёнок — девочка, которую назвали Саира. Спустя два года у Гути родился сын Айтор. В 2009 году пара развелась.
С ноября 2011 года состоит в отношениях с аргентинской моделью и телеведущей Роминой Белусио. 23 мая пара объявила о беременности Ромины. 11 января у Гути и Ромины родился сын, которого назвали Энцо.
Гути также увлекается большим теннисом и сквошем. Он с большим удовольствием проводит время за чтением книг. Но лучшей компанией для него является его семья.